# ファイナルファンタジー (映画)
『ファイナルファンタジー』（FINAL FANTASY、英名：Final Fantasy：The Spirits Within）は、2001年に公開された3DCGによるSF映画。2001年度文化庁メディア芸術祭において審査委員会特別賞を受賞。
コンピュータゲーム『ファイナルファンタジー』シリーズの生みの親、坂口博信が手掛けた初の映画作品で、坂口が率いるスクウェア（現・スクウェア・エニックス）とハリウッドスタッフが手を組み、製作費総額1億3700万ドルをかけて製作された。『ファイナルファンタジー』のイメージ作品としてガイア理論をテーマに描かれているが、後述するように興行面では完全な大失敗に終わってしまい、スクウェアは巨額損失を計上して財務状況が悪化、映画事業からの撤退を余儀なくされた。

## 解説

### 興行的な大失敗
2001年6月に公開された米国では、不入りのために公開は数日から数週間で打ち切られた。制作費1億3700万ドルに対して全世界での興行収入は8513万ドルであり、これは興行として見た場合、完全な大失敗である。
米国から3か月遅れで公開された日本においても、
- 米国での不振が伝わり、失敗作であるという風評が広まっていた。
- 米国公開の翌月にスタジオジブリの『千と千尋の神隠し』が公開され、後に上映期間が大幅に延長されるほどの空前のヒットとなっていた。
- テレビによる広報活動のメイン媒体は日本テレビだったが、同社はスタジオジブリの『千と千尋の神隠し』を推していた。

など、事前の広報活動に失敗しており、米国同様に早々と打ち切られた。監督の坂口は「せっかくの映像美も字幕のせいで十分に堪能できず吹き替えを上映しなかったことが失敗のひとつ」だと語っている。
これによりスクウェアは巨額の損失を計上し、経理面で窮地に陥った。そのために映画事業からは撤退、他にもテレビアニメ『FF：U 〜ファイナルファンタジー:アンリミテッド〜』の打ち切りを余儀なくされた。さらにはソニー・コンピュータエンタテインメントなどからの資本参加を余儀なくされる事態になった。
なお、2005年に発売された映像作品『ファイナルファンタジーVII アドベントチルドレン』では映画館での商業上映を行わずにDVDなどメディア媒体での販売に絞った結果、全世界累計出荷本数は410万枚とビデオストレート作品としては異例の記録を樹立した。

### 3Dアートへの影響
後に海外で製作発売されたTPS系アクションRPG『Mass Effect』の第3作でアートディレクターを務めたDerek Wattsが海外マガジンのインタビューにて、「『Mass Effect』は坂口が監督したCG映画『Final Fantasy: The Spirits Within』に多大なインスピレーションを受けており、実際にGUIやNormandy号のデザインも映画を参考にしていた」と語った。Wattsは今でも開発チーム内で映画の内容を確認することがあるとのことである。

## ストーリー
西暦2065年の地球。かつて隕石とともに現れた謎の侵略者ファントムの襲来を受け、人類に未曾有の危機が訪れていた。どんな物質も透過して進み、あらゆる武器が効かず、触れただけで命を奪う無敵の存在に、残った人類はバリアシティに暮らしながら、生命力を兵器に転用し、わずかな抵抗を続けていた。
そんな中、老科学者のシドと女性科学者アキはファントムを無力化させる融和波動を発見、これを持つ8つの生命体を探して人類を救おうとしていた。一方で政府は最終兵器を用い、ファントムの本拠、隕石を叩いて一気に戦争を終結させ地球を守ろうと計画を進めていた。やがて知る驚くべきファントムの正体と生命波動の関係。果たして地球の運命は……。

## 登場人物
声の表記は「オリジナル版 / DVD版での吹き替え」の順。
アキ・ロス
声：ミン・ナ / 戸田恵子
本作品の主人公で、生体精神波研究センター所属の女性研究員。27歳。美人だが強気な性格。シド博士の理論に基き、ファントムのうごめく廃墟で特殊な精神体（スピリット）を持つ生命体を探す。かつて実験中の事故によりファントムに侵食されてしまったが、研究中だった融和波動発生装置開発の過程で、奇跡的にも一命を取り留めファントム成分を封じ込めて浸食を抑えることに成功する。アキは体内にファントム成分を取り込んでしまった事で、夢を通じてファントムの元いた星で起きた異変を体験していくこととなる。因みにアキの体内のファントム成分はストーリー全体を通じて重要な鍵となっている。
シド博士
声：ドナルド・サザーランド / 小林清志
老齢の生体精神波研究センター所長。70歳。1995年生まれの生物化博士。著名な科学者。ファントムにも精神エネルギーがあることを発見し、彼の研究が効率的な対ファントム兵器に応用されている。後にファントムに対抗するため生命体の融和波動を利用するというガイア理論を発表するが難解さと急進性についていけない政府には無視される。アキと共に密かに融和波動発生装置を完成させようとする。
ハイン将軍
声：ジェームズ・ウッズ / 磯部勉
国際連合軍USMF所属の野心的な将軍。35歳。彼の家族はサンフランシスコのバリアシティでファントムの襲撃に遭い全員死亡しており、ひたすら復讐のために生きている。軍上層部の権力の一部を握っている。武力を何よりも信奉しており、クレーター攻撃のための巨大兵器「ゼウス砲」計画を進めようとする。また、アキが体内にファントム成分を封じ込めていることを理由に、彼女をファントムと同類の危険分子とみなす。
グレイ・エドワーズ
声：アレック・ボールドウィン / 小山力也
軍の対ファントム戦闘小隊「ディープ・アイズ」の隊長。31歳。かつてのアキの恋人で、今もアキのことを思っている。実はアキがグレイの元を何も言わず去ったのは、アキの身体に封じられたファントムの秘密を知られないためであった。
ライアン・ウィタカー
声：ヴィング・レイムス / 大塚明夫
「ディープ・アイズ」の隊員。30歳。大柄で落ち着いた性格。ストーリー以前にファントムクレーター近くで行われた『ファントム一掃作戦』で父を失っている。情に厚く、アキとグレイのよりを戻そうと考えている。注射が大の苦手。
ニール・フレミング
声：スティーヴ・ブシェミ / 後藤敦
「ディープ・アイズ」の隊員。27歳。お調子者でメカに強く、メカの操縦にも手慣れている。
ジェーン・プラウドフット
声：ペリー・ギルピン / 唐沢潤
「ディープ・アイズ」の隊員。28歳。隊では唯一の女性だがタフさを誇る。

## 用語
ファントム
ある日、地球に落ちた隕石から出現した実態を持たない地球外生命体。普段は目視での確認ができない透明な姿であるが、シド博士の発見した「オヴォ・エネルギー」と呼ばれる特殊な生体精神波を含んだ物に触れることで身体が帯電し、オレンジ色の姿で目視ができるようになる。作中で登場するファントムには、人の形に酷似したヒューマンクラスと、羽の生えた巨大な蛇のような姿と巨大な昆虫のような姿をしたメタクラスが登場している。接触するだけで人間の精神が肉体から引き剥がされ死亡してしまう。どんな防護服を着けていても、ファントム因子の侵入を防ぐ手立てにはならない。始めは隕石に乗ってやってきた侵略者たちと思われていたが、アキがファントムの夢を見ていったことで、消滅した惑星の記憶によって生まれた亡霊であり、たまたま2031年中東に落下したレオニド隕石に付着してきただけだったことが判明する。
ガイア理論
星が1つの生命体であり、星も人間や動植物と同様に命を持つという理論。作中ではシド博士がこの理論が正しいことを主張しているが、ハイン将軍および評議会は物的証拠が無いことを理由に異端扱いされている。
ちなみに、1997年に製作発売され世界的な大ヒットとなったゲーム『ファイナルファンタジーVII』では、坂口博信のシナリオプロットにより、ガイア理論による世界設定が既に表されていた。
ガイア
ガイア理論を基にシド博士が定説した星の生命源。物語が進むにつれて地球にガイアが実在することが判明し、ファントムを連れて地球に落ちてきた隕石がかつてファントムのいた惑星のガイアの破片であることも判明した。本編終盤でハイン将軍の強行によるゼウス砲の砲撃で地球のガイアが破損、ファントムの星のガイアが破損を直そうと融合を行い始めた。その後、ファントムの星のガイアはアキを通じて融和波動エネルギーを宿したグレイの精神によって浄化され、ファントムは世界中から消滅していった。
USMF
ファントムのために人類は激減。国連は非常事態宣言を発令、世界中の軍隊を統一し国連軍USMFが誕生した。
スピリット
アキとシド博士が開発を急いでいる融和波動発生装置のエネルギー源となる、限られた生命にのみ作り出される特殊なエネルギー。融和波動は8つの異なるスピリットによって構築されており、作中では既に見つかった5つがアキの胸にある融和波動発生装置に組み込まれている。因みにスピリットは、長時間に渡って生命に接触していれば、オヴォ・パックやガイアの近くに生息するファントムであっても発生する。
バリアシティ
作中でファントムの攻撃から身を守るために人間が開発した、オヴォ・エネルギーを圧縮したバリアで囲まれた巨大なドーム型のシティー。内部で酸素を供給している。作中ではニューヨークのバリアシティが舞台となっている。ファントムはバリアシティ内へ侵入できないため、作中での人類は安全なバリアシティ内でのみ生存している。本編以前の設定ではハイン将軍のような強硬派の手によってバリアを弱めたことでファントムの侵入を行ったために壊滅したバリアシティが多く存在している。本編中盤でも、ゼウス砲使用の許可を出そうとしない評議会に痺れを切らしたハイン将軍がニューヨークバリアシティのバリアの一部を弱めてしまったためにファントムが侵入。バリア管理室にメタクラスファントムが侵入してしまったために制御不能となったことでバリアが消え、ニューヨークはアキ・グレイ・シド博士・評議会議員・ハイン将軍を除いて住民は全員死亡、壊滅してしまった。
ディープ・アイズ
グレイを隊長にした軍の対ファントム戦闘部隊の一個小隊の名称。グレイを除いた隊員としてライアン、ニール、ジェーンが配属している。異端視・危険視されているアキとシド博士の数少ない理解者たちとなっており、融和波動を使ったファントム浄化とニューヨーク脱出に協力する。作中ではニールがヒューマンクラスファントムに、ジェーンとライアンがメタクラスファントムに、グレイがファントムガイアに接触して死亡する。
ゼウスステーション
攻撃型宇宙ステーション。テスト段階においてトラブルが発生し、使用禁止となっている。対ファントムの切り札となる兵器。
ゼウス砲
軍部によって開発され、衛星軌道上で飛行する宇宙ステーション「ゼウスステーション」の別名で同ステーションに搭載されている対ファントム戦決戦砲の名称。大量のオヴォ・パックのエネルギーを最大まで圧縮したレーザーを衛星軌道上から発射し、広範囲でファントムを消滅させることができる。しかし、あまりに強力なエネルギーを発射するために評議会からは使用すること自体が危険であると判断され、議員投票で使用するかしないかの決断を行っていた（作中で直近では賛成3、反対5で使用が否決されている）。しかし、ハイン将軍の凶行でニューヨークが壊滅した事で、評議会が彼にゼウス砲使用を全面的に許可。早速ハイン将軍はゼウス砲でファントム出現の源であるファントムクレーターの隕石を攻撃するが、3発発射したところで砲身冷却による保護装置が作動してしまう。それでもなお発射を続行しようとしたハイン将軍が、ゼウス砲の制御室に備え付けられている予備の発射装置で強引にも4発目を発射、レーザーは地球のガイアを直撃してしまう。4発目の発射後にシステムがオーバーロードを起こすが、それでもなお5発目の発射を強行したさせたところ動力炉が爆発してしまい、ハイン将軍もろとも宇宙空間で大爆発を起こし消滅した。
オヴォ・パック
シド博士が発見した、ファントムに対して有効な力を持ったオヴォ・エネルギーを圧縮し、小型のカプセル状にしたもの。作中では、マシンの動力源や医療マシンおよび対ファントム用のレーザー兵器に使用される。また、同時に大量に使用することでバリアシティのバリアやゼウス砲のレーザーまで応用できるなど、使用範囲が非常に高い。また、生物に長時間触れ続けさせることでスピリットの力を宿すことがある。

## 主題歌
- 「Spirit dreams inside」L'Arc〜en〜Ciel（Ki/oon Records）

## スタッフ
- 監督：坂口博信 - 原作（SF世界や生命輪廻の設定提供）、プロジェクト総指揮者
- 共同監督：榊原幹典 - 『ファイナルファンタジーVII』『VIII』にてムービーを担当
- 製作：会田純
- オリジナルキャラクターデザイン:村瀬修功
- クリーチャーデザイン:韮沢靖
- アニメーションスーパーバイザー、原画、レイアウト：金田伊功
- アニメーション・ディレクター：アンディー・ジョーンズ
- ステージング・ディレクター：タニ・クニタケ[6]
- プロデューサー：坂井昭夫 - ハリウッド映画『ストリートファイター』をプロデュース
- 脚本：アル・ライナー - 映画『アポロ13』やドラマ『フロム・ジ・アース・トゥ・ザ・ムーン』を手がけたシナリオライター
- ライター：ジェフ・ヴィンター
- 音楽：エリオット・ゴールデンサール
- トレーラーBGM：浜渦正志
- 提供：アミューズ、バンダイ、電通、デジキューブ、ギャガ・コミュニケーションズ、ヒューマックス・ピクチャーズ、スクウェア
- 特別協力：日本テレビ
- 配給：ギャガ、ヒューマックス

## テレビ放送
地上波
公開直前には日本テレビの夕方に特番が組まれるなど宣伝に力が入れられたが、地上波で初放送されたのは4年後（2005年）のクリスマスイブの深夜だった。主題歌はカットされた。その後はテレビ北海道（2007年5月12日深夜）などで放送された。
衛星放送
NHK BSハイビジョンやアニマックス（2011年12月25日）などで放送された。

## DVD版
日本での公開当時は英語音声・日本語字幕による字幕スーパー版のみの公開だったが、のちに発売されたDVD版には吹き替えが存在する。DVD版には同作登場人物が「スリラー」（マイケル・ジャクソン）のダンスを踊るといったおまけも収録されている。

## ノベライズ版
映画公開と同時期に、この映画をノベライズしたものが角川書店より出版された。著者はディーン・ウエスレー・スミス (Dean Wesley Smith) 、訳者は大森望。
- 『ファイナルファンタジー full length』 ISBN 4-04-791390-1 / 角川書店（四六判）、2001年9月
- 『ファイナルファンタジー full length』 ISBN 4-04-288801-1 / 角川文庫、2001年9月
- 『ファイナルファンタジー evolution』 ISBN 4-04-288802-X / 角川スニーカー文庫、2001年10月

ストーリーの流れは基本的に映画と同一だが、小説版は世界設定やアキの内面描写などを細かく描いており、実際の映画本編よりもストーリー内容が掴みやすくなっている。なお、『evolution』は内容が一部カットされている。